# Gloeocystidiellum fistulatum
Gloeocystidiellum fistulatum är en svampart som först beskrevs av Gordon Herriot Cunningham, och fick sitt nu gällande namn av Boidin 1966. Gloeocystidiellum fistulatum ingår i släktet Gloeocystidiellum och familjen Stereaceae.   Inga underarter finns listade i Catalogue of Life.